# Jean Wendling
Pour les articles homonymes, voir Wendling (homonymie).
Jean Wendling est un footballeur français né le 29 avril 1934 à Bischheim (Bas-Rhin). Il était arrière droit. Il mesurait 1,75 m pour 72 kg.

## Carrière de joueur
- SC Schiltigheim (formation)
- 1951-1957 :  RC Strasbourg
- 1957-1959 :  Toulouse FC
- 1959-1965 :  Stade de Reims
- 1965-1966 :  Pierrots Vauban Strasbourg[1]

## Palmarès
- International A (26 sélections de 1959 à 1963[2])
- Champion du Monde Militaire en 1957 avec l'équipe de France
- Demi-finaliste du Championnat d’Europe 1960 avec la France
- Champion de France en 1960 et 1962 avec le Stade de Reims

## Statistiques
- 311 matchs en Division 1
- 26 matchs et 1 but en Division 2
- 8 matchs en Coupe d'Europe des Clubs Champions